# Miguel Ramos Corrada
Miguel Ramos Corrada (Llerandi, Asturias, 12 de octubre de 1949 - Gijón, 20 de agosto de 2013) fue un filólogo español.
Nació en Llerandi (Asturias) pero se crio en Gijón. Licenciado en Filosofía y Letras y doctorado en Filología Románica Español por la Universidad de Oviedo en 1971, se doctoró en 1983 con una tesis sobre la obra de Pepín de Pría. Al año siguiente lo nombraron académico de la ALLA (Academia de la Llingua Asturiana). Además, fue vicepresidente de aquella institución.
Desde 1984 hasta el 2002, fue director del centro de la UNED en Asturias y profesor de la misma. Es reconocido como un experto en literatura asturiana y una autoridad en la obra de Pepín de Pría.